# Asendorf (Diepholz)
Asendorf is een gemeente in de Duitse deelstaat Nedersaksen. De gemeente maakt deel uit van de Samtgemeinde Bruchhausen-Vilsen in het Landkreis Diepholz. Asendorf telt 2.996 inwoners.
Tot de gemeente Asendorf behoren het dorp van die naam en daarnaast de dorpen: Brebber, Essen, Graue, Haendorf, Hohenmoor, Kuhlenkamp en Uepsen. Al deze plaatsjes zijn in het verleden zelfstandige gemeentes geweest.
Het dorp Asendorf ligt in een licht heuvelachtig gebied, op circa 50 meter boven de zeespiegel, ten zuiden van de hoofdplaats Bruchhausen-Vilsen aan de Bundesstraße 6 Syke- Nienburg/Weser.  Het in 1898 aangelegde spoorlijntje van Asendorf naar Bruchhausen-Vilsen wordt alleen nog voor toeristische ritten met historische treintjes (als museumspoorlijn) gebruikt.

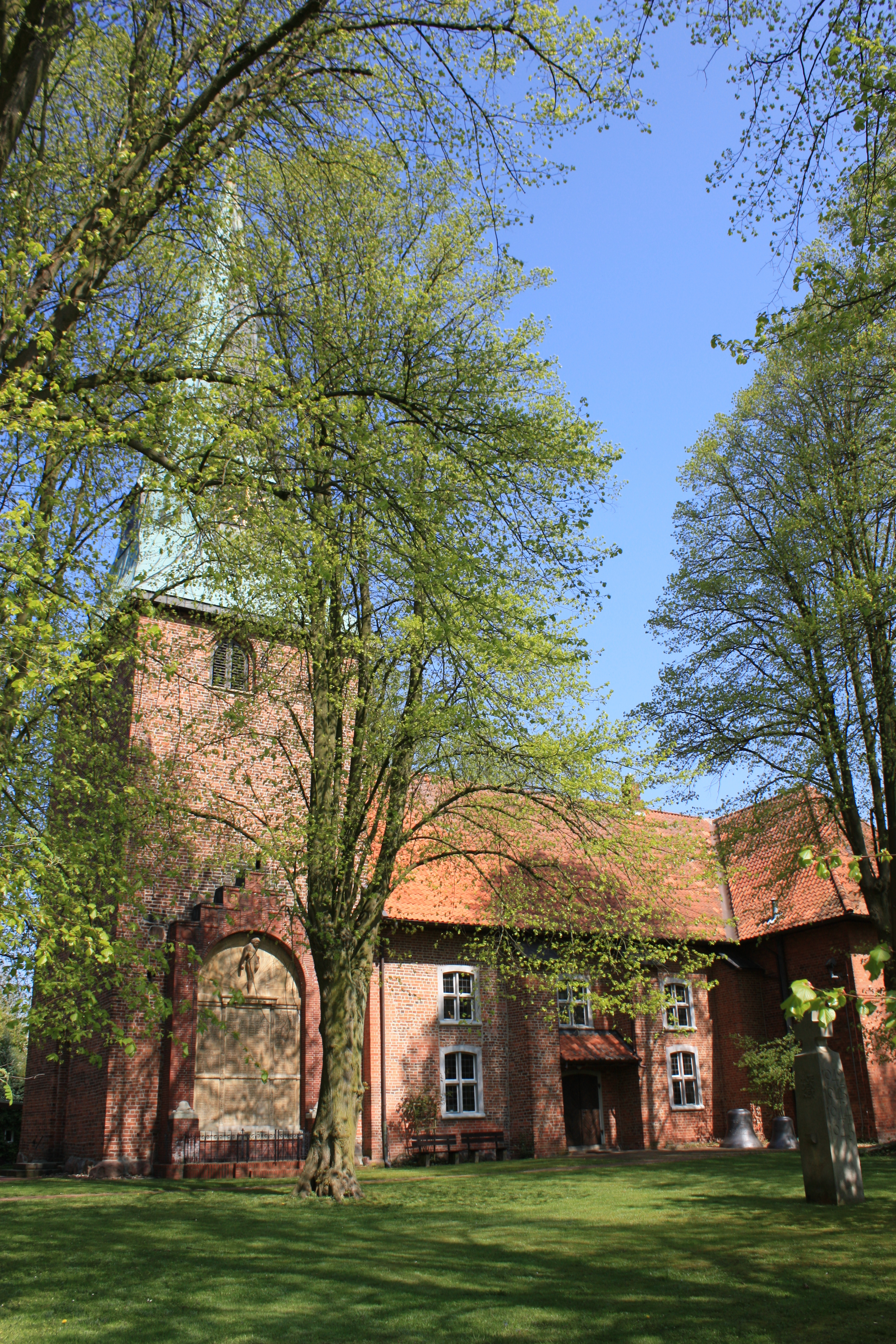
St. Marcelluskerk
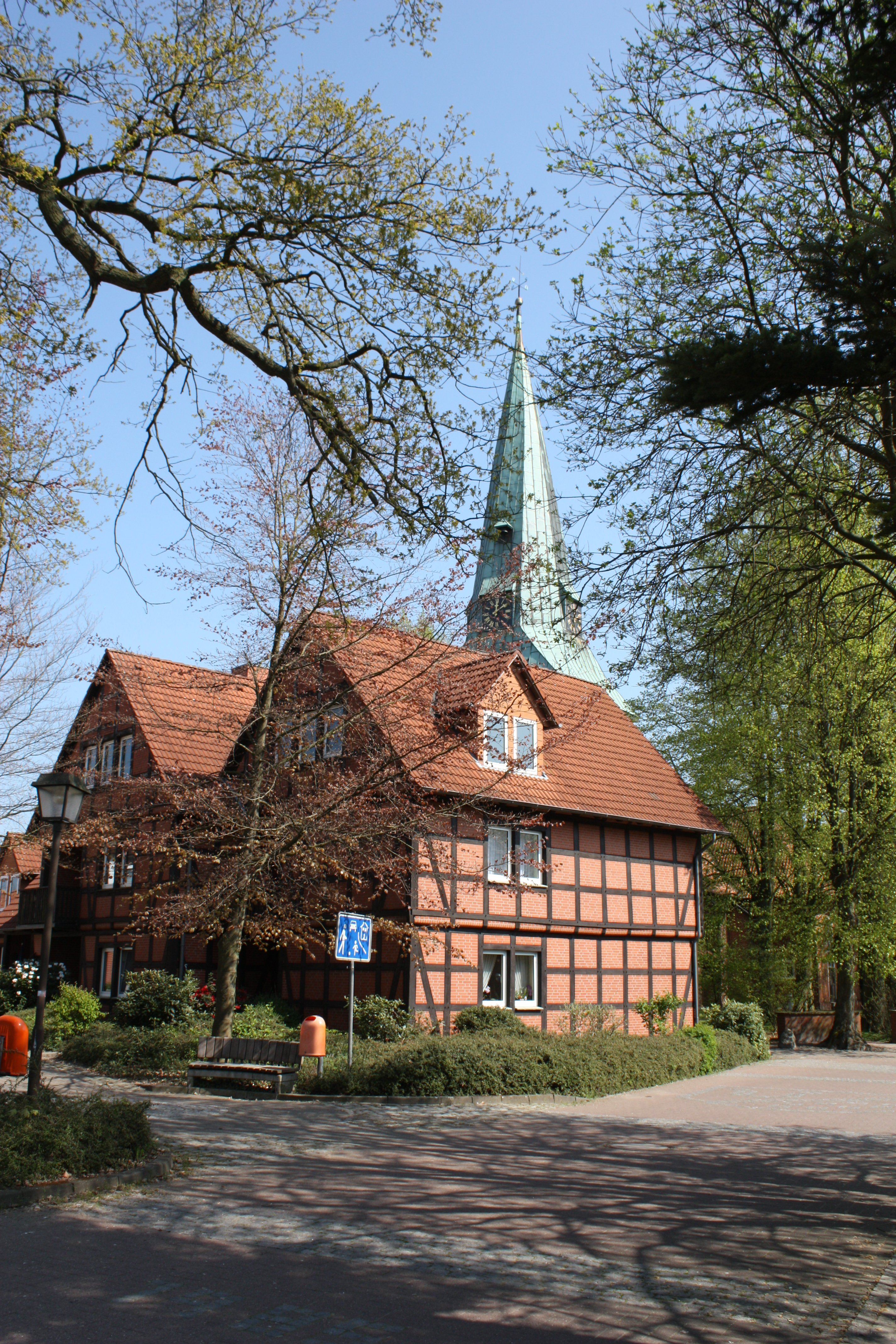
Oud huis te Asendorf
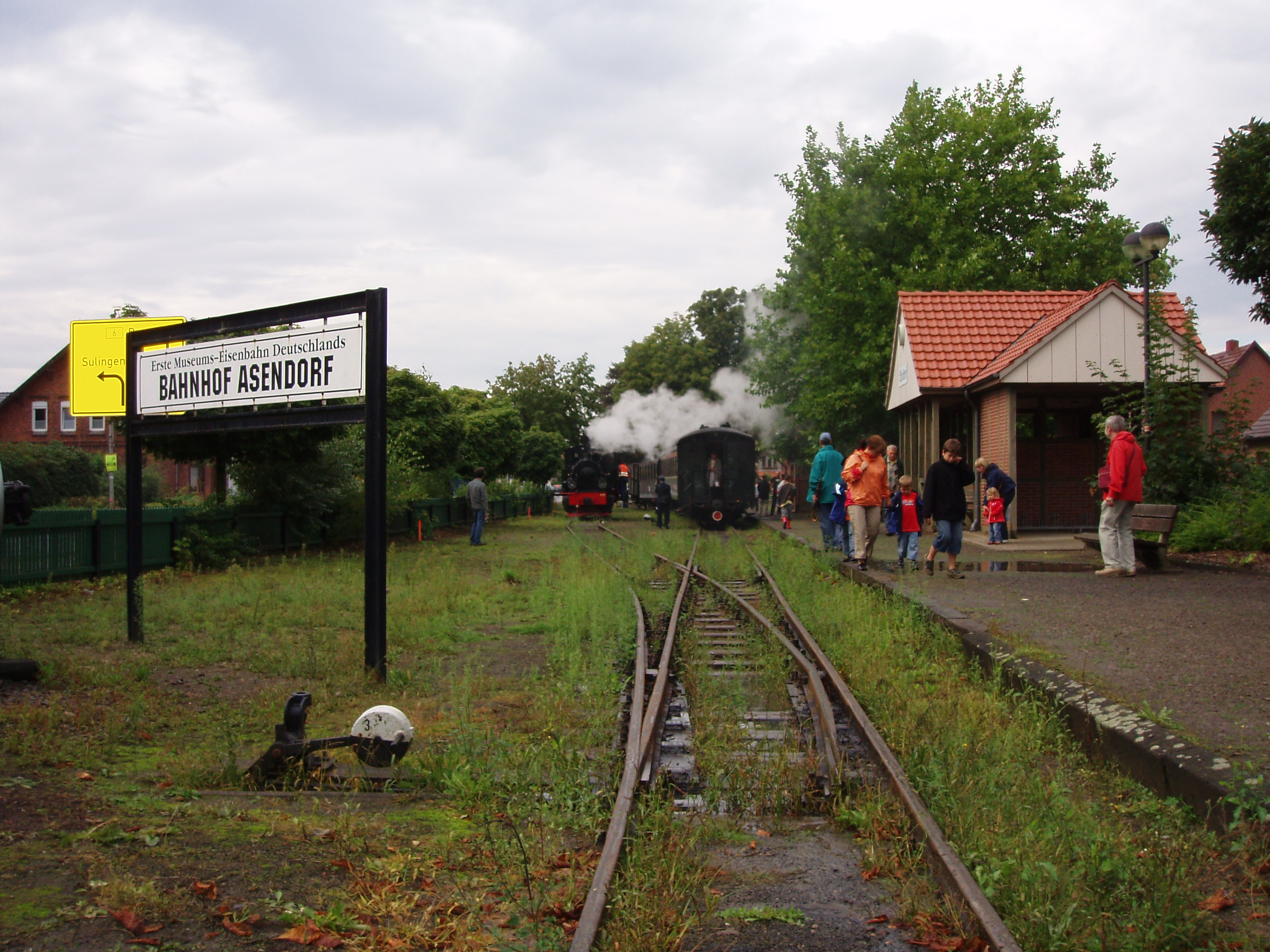
Station museumspoorlijn te Asendorf
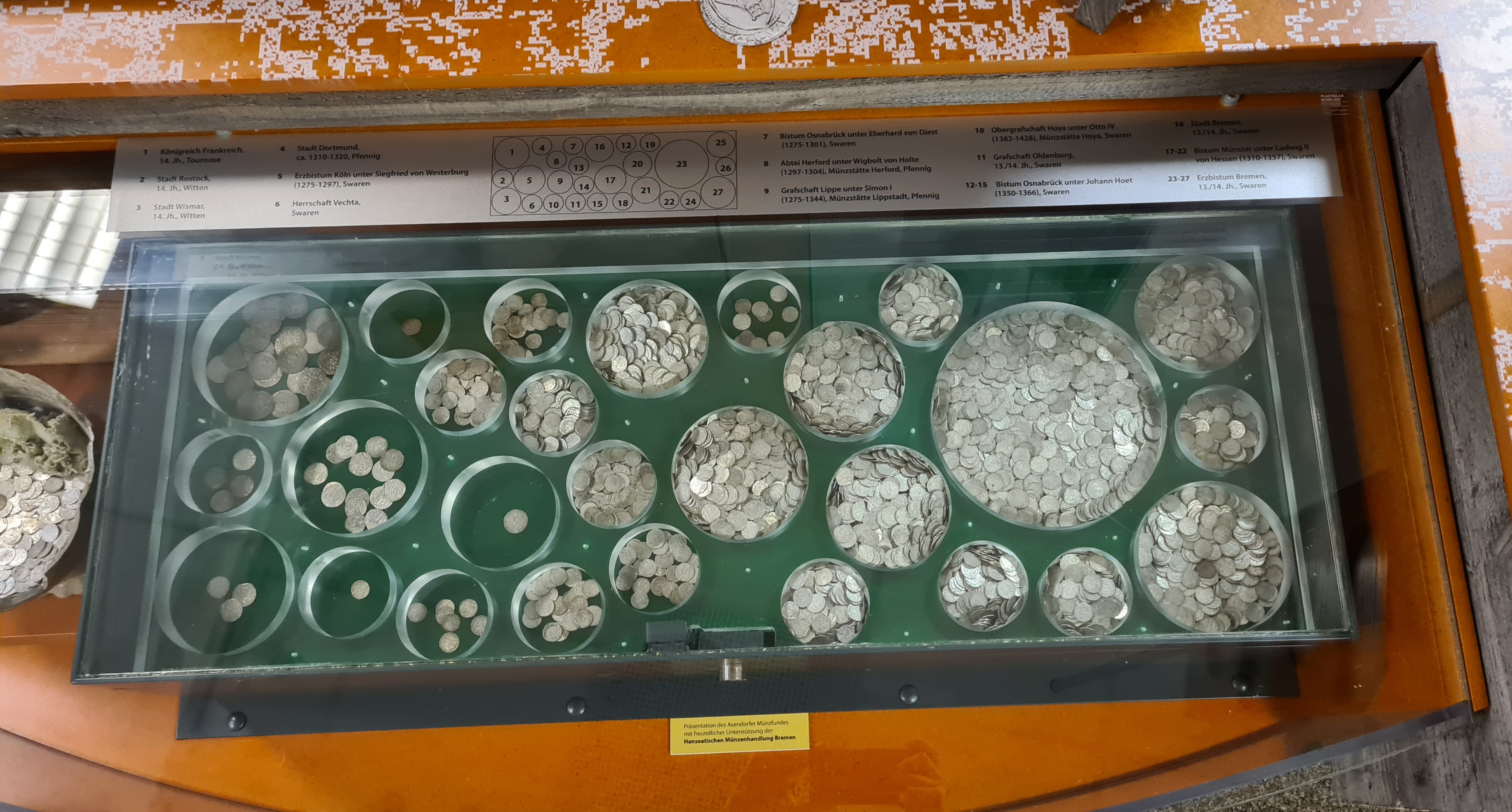
De muntschat van Asendorf (Diepholz) in het museum te Syke

Asendorf bestaat al sinds de 11e eeuw en lag in de middeleeuwen in het Graafschap Hoya.
In november 1955 vond een boer uit de gemeente Asendorf tijdens zijn werk een kruik, die 6.300 zilveren munten uit de late middeleeuwen bleek te bevatten. Deze schat behoort tot de collectie van het Kreismuseum te Syke. In het gemeentewapen van Asendorf is, naast de berenklauw van het Graafschap Hoya, deze muntschat symbolisch afgebeeld.
Voor meer informatie zie: Samtgemeinde Bruchhausen-Vilsen.
- Gemeinsame Normdatei: 4394327-5
- MusicBrainz: cd7854b6-e388-49be-84ba-7bab1db31d87
- Virtual International Authority File: 235671073